# British Rail Class 390 "Pendolino"
El British Rail Class 390 "Pendolino" és un tren pendular ràpid fabricat per Alstom amb la tecnología dels trens pendulars de Fiat Ferroviària (Ara Alstom Ferroviària)

## Fabricació i posada en servei
La West Coast Main Line, la línia férrea entre London Euston i Glasgow Central era operada per British Rail, fins que l'any 1997, Virgin Rail Group va substituir British Rail, sota el servei InterCity West Coast.
Virgin Trains va prometre substituir la flota de trens que hi havia: La Class 86, 87 i 90 i els vagons Mark 2 i Mark 3, amb trens pendulars.
Després de negociacions amb diferents fabricants, van arribar en un acord amb Fiat/Alstom Ferroviaria el maig de 1998 per construir la Class 390 "Pendolino", i amb Bombardier per fer la Class 220 Voyager i 221 Super Voyager.
Aquest trens es van manufacturar per mantenir el confort dels viatgers en una curva i reduir el mareig en curves, com la de Berkhamsted o Linsdale i evitar moviments bruscos causats per l'inclinació del tren.[1]
Una pre-serie de el Pendolino va ser creat amb el nom Pendolino Britannico. Va ser mostrat al públic al Astolm Midlands Test Centre, un centre de prova a Asfordby el Juny del 2001. Dos trens de pre-série van ser fabricats: El PS01 i PS02, més tard anomenat "Red Revolution" usats en proves de demostració, amb velocitats de 201 km/h (125mph) i 177 km/h (110 mph) en curves de 6º.
L'any 2001 el primer Pendolino va ser construït, amb el número 390001. 54 d'aquestos van ser demanats, costant £500 milions. Tots d'ells 390/0, amb 9 vagons. Els primers 34 sets eren de 8 vagons, però van ser allargats.
Els nous trens van ser embalsats a la planta d'Alstom de Washwood Health, abans que tanques.
El 23 de Juny de 2002, va ser el primer viatge del Pendolino, entre l'estació Londinenca de London Euston i Manchester Piccadily, coincidint amb la inaguració dels Commonwealth Games del 2002, celebrats a Manchester. El tren 390006 va ser batejat com a Mission Possible. El set núm. 390010 va ser donat l'honor de fer el servei de Commonwealth Games 2002 entre el 23 de Juny i el 4 d'Agost.

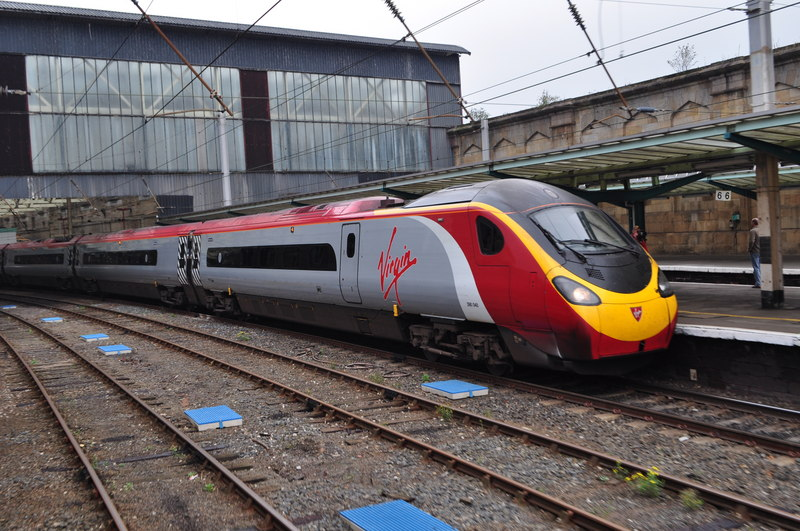
Class 390 "Pendolino" de Virgin Trains

Però, aquests trens no van entrar en un servei complet, a 125 mph (201 km/h) i ple fins al 2004, per varies causes:
1. L'infrastuctura de la West Coast Main Line necessitava una modernització per l'operació segura d'aquest trens; s'havia de millorar l'infrastuctura de les víes i nova senyalització per millorar la velocitat. Això va causar que no és pogués estendre la velocitat de 125 mph (201 km/h) a 140 mph (225 km/h) ni que la Class 390 "Pendolino" pogues inclinar-se segurament.
2. L'empresa d'infraestructura Britànica, Railtrack, s'estava colapsant, per causes económiques i de seguretat, degut a incidents causats per mala infraestructura com el de Hatfield del 2000 i va ser posada a l'administració del govern Britànic l'octubre del 2001 i substituida el 3 d'octubre del 2002 per l'empresa guvernamental sense ànim de lucre, Network Rail. (Ja creada el 22 de març del 2002). Això va aturar la modernització de l'infraestructura.[2]

Per això tampoc es va poder treure tot el potencial de la Class 390, que pot anar a 140 mph (225 km/h) i encara tampoc es pot fer segurament.
Finalment, el dilluns, 27 de septembre del 2004, després de la possada en servei dels trens de London Euston-Glasgow Central, els horaris amb la prèviament desactivada, tecnología pendular van ser creats amb un viatge d'inaguració previ el dia 20 de septembre, on un tren London-Manchester, el 390038 "City of London", on hi havia l Sr. Richard Branson i el primer ministre Tony Blair en el tren, va arribar a Manchester Piccadily en una hora i 53 minuts.
El 12 de desembre de 2005, els serveis a 201 km/h (125mph) van ser estesos per la zona del nord.

### 2010
Per respondre a alta demanda de passatgers, es va decidir extrendre 31 Class 390/0 "Pendolino" i convertir-los en Class 390/1 "Pendolino" amb 11 vagons. 11 noves Class 390/1 "Pendolino" van ser construÏdes. Aquesta resposta va ser feta entre els anys 2010-2012.

### Reformació 2021
Avanti West Coast va decidir reformar les Class 390 "Pendolino", que teníen ja 20 anys, per varies raons:
- Interiors vells: Els interiors eren vells, gastats i no hi havien seients que podríen acomodar bé als passatgers.
- Comfort del passatger: Pel confort del passatger, es va instal·lar nous seients, il·luminació LED, Wi-FI millor i més ràpida, labavos millor i endolls
- Més capacitat: 1 vagó va ser canviat de 1ra classe a classe estàndard.
- Millor equipaments: Noves pantalles d'informació i millor tecnología.
- Beneficis Ecológics: És més ecológic reformar trens en vers de construïr-los.
- I, generalment: Per actualitzar-los a els nous trens que es posaven a Europa.

## Disseny
Aquest tren, segons Priestman Goode: "El seu disseny s'assembla més al d'un avió que la d'un tren". La part de devant té una forma peculiar, comparada amb altres trens.

### Els vagons
Hi han dos models d'aquest tren, la 390/0, que té 9 vagons, incloent 2 cabines i construïts entre el 2001 i el 2005; i el 390/1, amb 11 vagons, incloent 2 cabines, també i construïts entre el 2010 i 2012. Els vagons no estan fusionats, estan acoplats fortament entre ells. Les portes no estan juntes amb les de l'altre vagó.

#### 1ra i classe estàndard
Abans de la reformació, les 390/1 teníen 4 vagons de 1ra classe, ara, només tenen un. Les 390/0 només tenen 1 vagó de 1ra casse.

#### Equipaments
La Class 390 "Pendolino" té uns cuants equipaments pels passatgers: Hi ha una botiga, que substitueix eels vagons de Buffet/Restaurant; Pantalles d'informació en els vagons i a l'exterior del tren, a les portes i, abans, hi havia a cada seient (fins al 2010) un sistema de entreteniment, que incloía: Virgin Radio, uns quants canals de la BBC i canals de música pre-grabats i podíes comprar uns auriculars en la botiga. L'any 2010, el servei d'entreteniment per Wi-Fi de T-Moblie.
La Class 390 "Pendolino" usa un servei de reserva de seients online. Cada seient té una petita pantalla LCD que diu "Available unless occupied" que vol dir "Disponible exepte si ocupat". Si es posa el nom del passatger al reservar, la pantalla marca el seu nom.
Aquesta informació és mostrada per el TMS (Train Management System), que descarrèga informació a través de dades móblis de la xarxa inalàmbrica de Vodafone.

### Sistema Pendular
Cada vagó de la Class 390 "Pendolino" pot inclinar-se 8º. Els revols de la Network Rail solen ser de 6º. Això permet que el Pendolino pugi agafar revols 20 percent més ràpid de que podría fer sense inclinació.
Acompanyat amb aquesta capacitat d'inclinació, el tren porta el TASS: "Tilt Authoritzation & Speed Supervision", que vol dir: "Sistema d'autorització d'inclinació i supervisió de velocitat". Que regula la velocitat i permet l'inclinació del tren.

## Tots els trens

### Class 390 Pendolino - Noms i notes
| Número          | Nom actual                | Notes històriques |
| --------------- | ------------------------- | --- |
| 390001          | Bee Together              | Abans Virgin Pioneer. Rebatejat el 20 juliol 2018 per commemorar una exposició d'escultures de l'abella de Manchester.                                                                 |
| 390002          | Stephen Sutton            | En memòria de l'adolescent malalt de càncer que va recaptar més de 5 milions de lliures abans de morir el 2014.                                                                        |
| 390003 (390103) | Asquith Xavier            | Abans Virgin Hero. Entre 2014-2019 va portar decoració commemorativa de la Royal British Legion sobre la I Guerra Mundial.                                                             |
| 390004 (390104) | Alstom Pendolino          | El setembre 2010 va rebre una llibrea conjunta Alstom-Virgin Trains. |
| 390005          | City of Wolverhampton     | |
| 390006          | Rethink Mental Illness    | Abans Virgin Sun i Tate Liverpool. El nom actual s'aplica com a adhesiu. |
| 390007 (390107) |                           | Abans Virgin Lady i Independence Day: Resurgence. El 2016 va promocionar la pel·lícula amb vinils durant mesos. Primer Pendolino de 11 cotxes amb la llibrea "Flowing Silk" de Virgin. |
| 390008          | Charles Rennie Mackintosh | Abans Virgin King. Rebatejat a Glasgow Central el 19 març 2018 pel 150è aniversari de l'artista.                                                                                       |
| 390009          | Treaty of Union           | Abans Virgin Queen |
| 390010          | Cumbrian Spirit           | Abans Commonwealth Games 2002, Chris Green i A Decade of Progress. Primer Pendolino de 9 cotxes amb llibrea "Flowing Silk".                                                            |
| 390011          | City of Lichfield         | |
| 390012 (390112) |                           | Abans Virgin Star. El desembre 2014 va portar decoració nadalenca com "Traindeer". |
| 390013          | Blackpool Belle           | Abans Virgin Spirit. El 2015 va portar decoració nadalenca com "Penguilino". Rebatejat el 2018 per celebrar els serveis a Blackpool.                                                   |
| 390014 (390114) | City of Manchester        | |
| 390015 (390115) | Crewe All Change          | Abans Virgin Crusader |
| 390016 (390200) | Railway 200               | Abans Virgin Champion. Rebatejat pel 200è aniversari del ferrocarril modern. |
| 390017 (390117) | Blue Peter                | Abans Virgin Prince. Rebatejat l'octubre 2018 pel 60è aniversari del programa de TV.                                                                                                   |
| 390018 (390118) |                           | Abans Virgin Princess |
| 390019 (390119) | Progress                  | Abans Virgin Warrior i Unknown Soldier. Rebatejat l'11 novembre 2018 pel centenari de la I Guerra Mundial. Porta vinils d'Avanti West Coast Pride.                                     |
| 390020          |                           | Abans Virgin Cavalier |
| 390021 (390121) | Opportunity               | Abans Virgin Dream. Porta vinils sobre el canvi climàtic per la COP26 de Glasgow. |
| 390022 (390122) | Penny the Pendolino       | Abans Virgin Hope |
| 390023 (390123) |                           | Abans Virgin Glory |
| 390024 (390124) |                           | Abans Virgin Venturer |
| 390025 (390125) |                           | Abans Virgin Stagecoach. Primer Pendolino amb interior completament renovat per Avanti.                                                                                                |
| 390026 (390126) |                           | Abans Virgin Enterprise |
| 390027 (390127) |                           | Abans Virgin Buccaneer |
| 390028 (390128) | City of Preston           | |
| 390029 (390129) | City of Stoke-on-Trent    | El 2006 va promocionar "Superman Returns" i el 2007 "Monkey: Journey to the West". El 2022 va rebre plaques amb el nom "Brett".                                                        |
| 390030 (390130) | City of Edinburgh         | |
| 390031 (390131) | City of Liverpool         | |
| 390032 (390132) | City of Birmingham        | |
| 390033          | City of Glasgow           | Accidentat a Grayrigg el 23 febrer 2007. Donat a la universitat de Cranfield i al Fire Service College.                                                                                |
| 390034 (390134) | City of Carlisle          | |
| 390035 (390135) | City of Lancaster         | Des del juny 2019 només porta el nom a un costat. |
| 390036 (390136) | City of Coventry          | |
| 390037 (390137) |                           | Abans Virgin Difference |
| 390038 (390138) | City of London            | |
| 390039          | Lady Godiva               | Abans Virgin Quest. Rebatejat el 4 abril 2019. Porta la bandera de Coventry. |
| 390040          |                           | Abans Virgin Pathfinder i Virgin Radio Star. Entre 2016-2017 va promocionar Virgin Radio.                                                                                              |
| 390041 (390141) |                           | Abans City of Chester |
| 390042          |                           | Abans City of Bangor/Dinas Bangor (nom bilingüe anglès/gal·lès). El nom es va traslladar a una unitat Class 221.                                                                       |
| 390043          |                           | Abans Virgin Explorer |
| 390044          | Royal Scot                | Abans Virgin Lionheart. Rebatejat per intentar batre el rècord de velocitat Londres-Glasgow, quedant a 21 segons.                                                                      |
| 390045          | Birmingham Pride          | Abans Virgin Valiant, 101 Squadron i Virgin Pride. Porta decoració amb l'arc de Sant Martí.                                                                                            |
| 390046          |                           | Abans Virgin Soldiers (pel llibre de Leslie Thomas). |
| 390047          |                           | Abans Virgin Atlantic, Heaven's Angels i CLIC Sargent. El 2006 va intentar el rècord Londres-Glasgow.                                                                                  |
| 390048 (390148) | Flying Scouseman          | Abans Virgin Harrier. Rebatejat el juny 2017 per concurs del Liverpool Echo. |
| 390049          |                           | Abans Virgin Express |
| 390050          |                           | Abans Virgin Invader |
| 390051 (390151) |                           | Abans Virgin Ambassador i Unknown Soldier. Porta decoració amb la Union Jack. |
| 390052 (390152) |                           | Abans Virgin Knight |
| 390053 (390153) |                           | Abans Mission Accomplished |
| 390154          |                           | Abans Matthew Flinders. Rebatejat per el Duc de Cambridge el 18 juliol 2014. |
| 390155          | Railway Benefit Fund      | Abans X-Men: Days of Future Past. Rebatejat l'abril 2021 per promocionar aquesta organització benèfica.                                                                                |
| 390156          | Pride and Prosperity      | Abans Stockport 170. Rebatejat el 9 desembre 2019 per celebrar l'inici d'Avanti West Coast.                                                                                            |
| 390157          | Chad Varah                | |